# Curtis Harrington
Curtis Harrington (* 17. September 1926 in Los Angeles, Kalifornien, USA; † 6. Mai 2007 in Hollywood Hills, ebenda) war ein US-amerikanischer Filmregisseur, der vor allem durch seine zahlreichen Horrorfilme Bekanntheit erlangte. Er gilt als einer der renommiertesten B-Movie-Regisseure dieses Genres, der später auch melodramatische und märchenhafte Varianten inszenierte.

## Leben und Werk
Harrington, der in Los Angeles geboren wurde, wuchs im ländlichen Beaumont auf, wo er 14-jährig erste Erfahrungen als Amateurfilmer auf 16 mm sammelte. Nach dem Besuch des Occidental College studierte er an der UCLA sowie an der University of Southern California, die er 1947 mit einem Abschluss im Fachbereich Filmstudien abschloss. Seine Karriere startete Harrington als Autor einer vom britischen Filminstitut veröffentlichten Monografie über Josef von Sternberg, gefolgt von diversen Tätigkeiten im experimentellen US-amerikanischen Kino der ausgehenden 1940er Jahre. Er arbeitete u. a. für Filmproduktionen von Kenneth Anger als Kameramann und Schauspieler, sowie für James Whale und ab Mitte der 1950er Jahre als Produktionsassistent Jerry Walds für 20th Century Fox.
Nachdem Harrington mehrere avantgardistische Kurzfilme realisierte, schuf er 1961 mit Night Tide seinen ersten abendfüllenden Spielfilm, in dem Dennis Hopper als Hauptdarsteller agierte. Anschließend verfilmte er unter Verwendung von Planet der Stürme gemeinsam mit dem Filmproduzenten Roger Corman Voyage to the Prehistoric Planet (1965), unter dem Pseudonym John Sebastian, sowie ein Jahr später Queen of Blood (1966) mit Basil Rathbone in der Hauptrolle. Weitere Filmproduktionen folgten, darunter mit namhaften Schauspielern wie der Französin Simone Signoret, als er sich mit zunehmendem Alter mit Fernsehproduktionen zufriedengeben musste. Neben Fernsehfilmen, inszenierte er am Ende seiner Karriere auch Episoden von Serien wie Der Denver-Clan, Wonder Woman und Drei Engel für Charlie. Ende der 1980er Jahre zog sich der Filmschaffende auf sein Altenteil zurück und lebte zurückgezogen, als er im Jahr 2002 ein Comeback mit dem Kurzfilm Usher feierte, den er in seinem Garten inszenierte und hierfür mehrfach ausgezeichnet wurde.
Curtis Harrington verstarb am 6. Mai 2007 in seinem Haus in Kalifornien.

## Filmographie (Auswahl)
- 1942: The Fall of the House of Usher (Kurzfilm)
- 1961: Night Tide
- 1965: Voyage to the Prehistoric Planet
- 1966: Queen of Blood
- 1966: Satanische Spiele (Games)
- 1970: How Awful About Allan (Fernsehfilm)
- 1971: Was ist denn bloß mit Helen los? (What’s the Matter with Helen?)
- 1972: Wer hat Tante Ruth angezündet? (Whoever slew Auntie Roo?)
- 1973: Die Katzengöttin (The Cat Creature)
- 1973: Von mörderischer Art (The killing kind)
- 1975: Die Toten sterben nicht (The Dead don’t die)
- 1975/1976: Baretta (Fernsehserie, zwei Folgen)
- 1977: Ruby
- 1978: Der Höllenhund (Devil Dog: The Hound of Hell)
- 1983–1985: Der Denver-Clan (Dynasty; Fernsehserie, sechs Folgen)
- 1984: Mata Hari
- 2000: Usher (Kurzfilm)